# Beslán Mudránov
Beslán Zaudínovich Mudránov (en ruso: Беслан Заудинович Мудранов; Baksan, 7 de julio de 1986) es un deportista ruso, de origen cabardino, que compite en judo.–60 kg.
Participó en los Juegos Olímpicos de Río de Janeiro 2016, obteniendo una medalla de oro en la categoría de –60 kg. En los Juegos Europeos de Bakú 2015 consiguió una medalla de oro en la categoría de –60 kg.
Ganó una medalla de plata en el Campeonato Mundial de Judo de 2014 y cuatro medallas en el Campeonato Europeo de Judo entre los años 2012 y 2018.

## Palmarés internacional
| Juegos Olímpicos   | Juegos Olímpicos        | Juegos Olímpicos  | Juegos Olímpicos |
| Año                | Lugar                   | Medalla           | Categoría        |
| ------------------ | ----------------------- | ----------------- | ---------------- |
| 2016               | Río de Janeiro (Brasil) | Medalla de oro    | –60 kg           |
| Campeonato Mundial |                         |                   |                  |
| Año                | Lugar                   | Medalla           | Categoría        |
| 2014               | Cheliábinsk (Rusia)     | Medalla de plata  | –60 kg           |
| Juegos Europeos    |                         |                   |                  |
| Año                | Lugar                   | Medalla           | Categoría        |
| 2015               | Bakú (Azerbaiyán)       | Medalla de oro    | –60 kg           |
| Campeonato Europeo |                         |                   |                  |
| Año                | Lugar                   | Medalla           | Categoría        |
| 2012               | Cheliábinsk (Rusia)     | Medalla de oro    | –60 kg           |
| 2014               | Montpellier (Francia)   | Medalla de oro    | –60 kg           |
| 2015               | Bakú (Azerbaiyán)       | Medalla de oro    | –60 kg           |
| 2018               | Tel Aviv (Israel)       | Medalla de bronce | –60 kg           |